# Chiesa di San Matteo Apostolo (Canossa)
La chiesa di San Matteo Apostolo è la parrocchiale di Rossena, frazione del comune italiano di Canossa in provincia di Reggio Emilia. Appartiene al vicariato della Val d'Enza nella diocesi di Reggio Emilia-Guastalla e risale al XII secolo.

## Storia

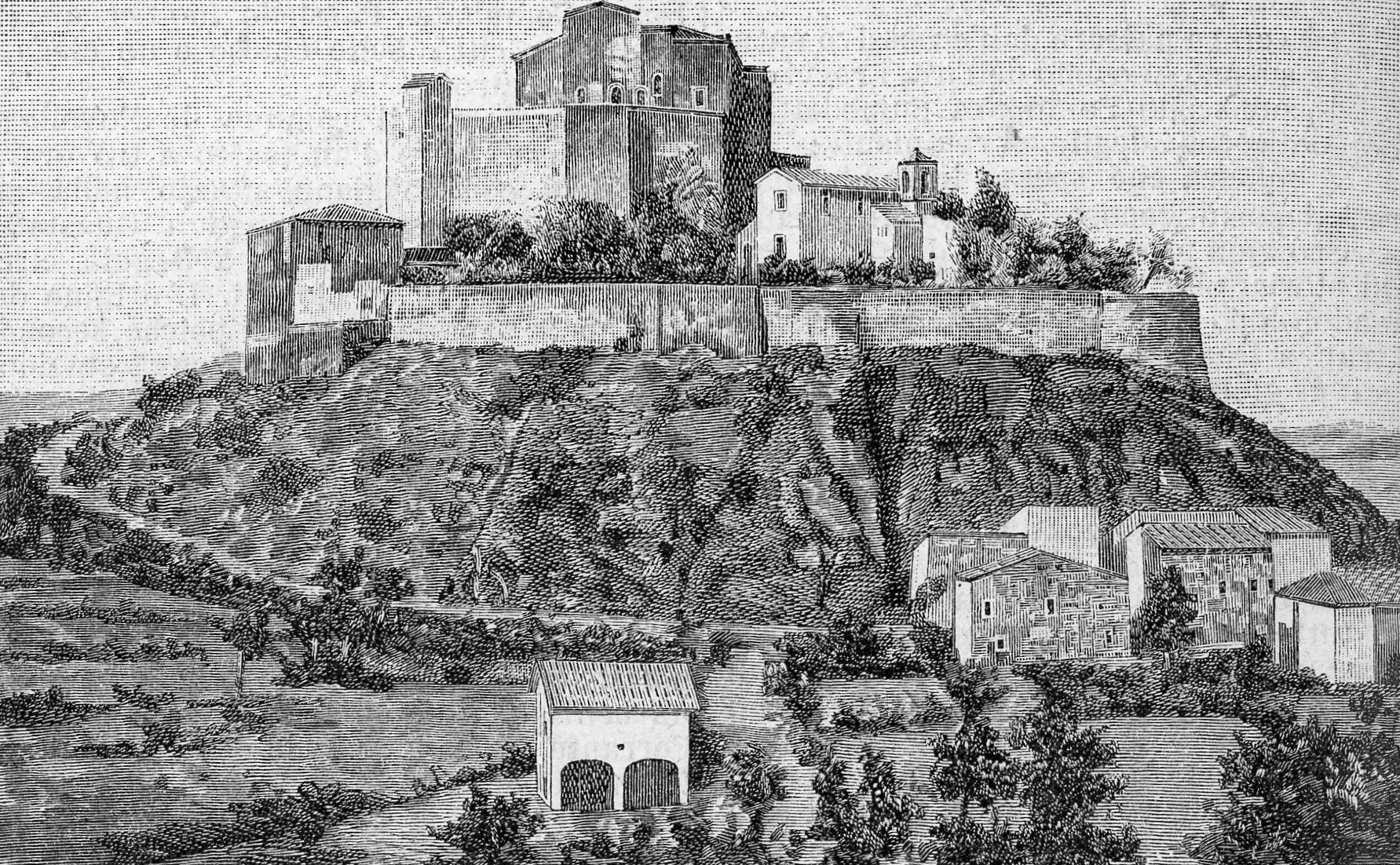
Xilografia del 1893 col castello di Rossena e la chiesa di San Matteo Apostolo

La prima citazione del luogo di culto si trova in un documento del 1193 nel quale l'imperatore Enrico VI di Svevia cita una cappella in località Rossena poi, all'inizio del XIII secolo, la chiesa viene nuovamente citata con la dedicazione a San Matteo. Circa due secoli più tardi si ricorda che la chiesa dipendeva dalla pieve dei Santi Pietro e Paolo in Caviano. Nel XVIII secolo, a causa delle sue cattive condizioni, venne decisa la sua ricostruzione. Nel 1853 la giurisdizione ecclesiastica  del territorio di Rossena entrò nell'ambito della diocesi di Reggio Emilia-Guastalla.
Nuovi importanti lavori sulla struttura vennero realizzati solo nel 1982 con un restauro conservativo e il rifacimento di alcune sue parti.

## Descrizione

### Esterni

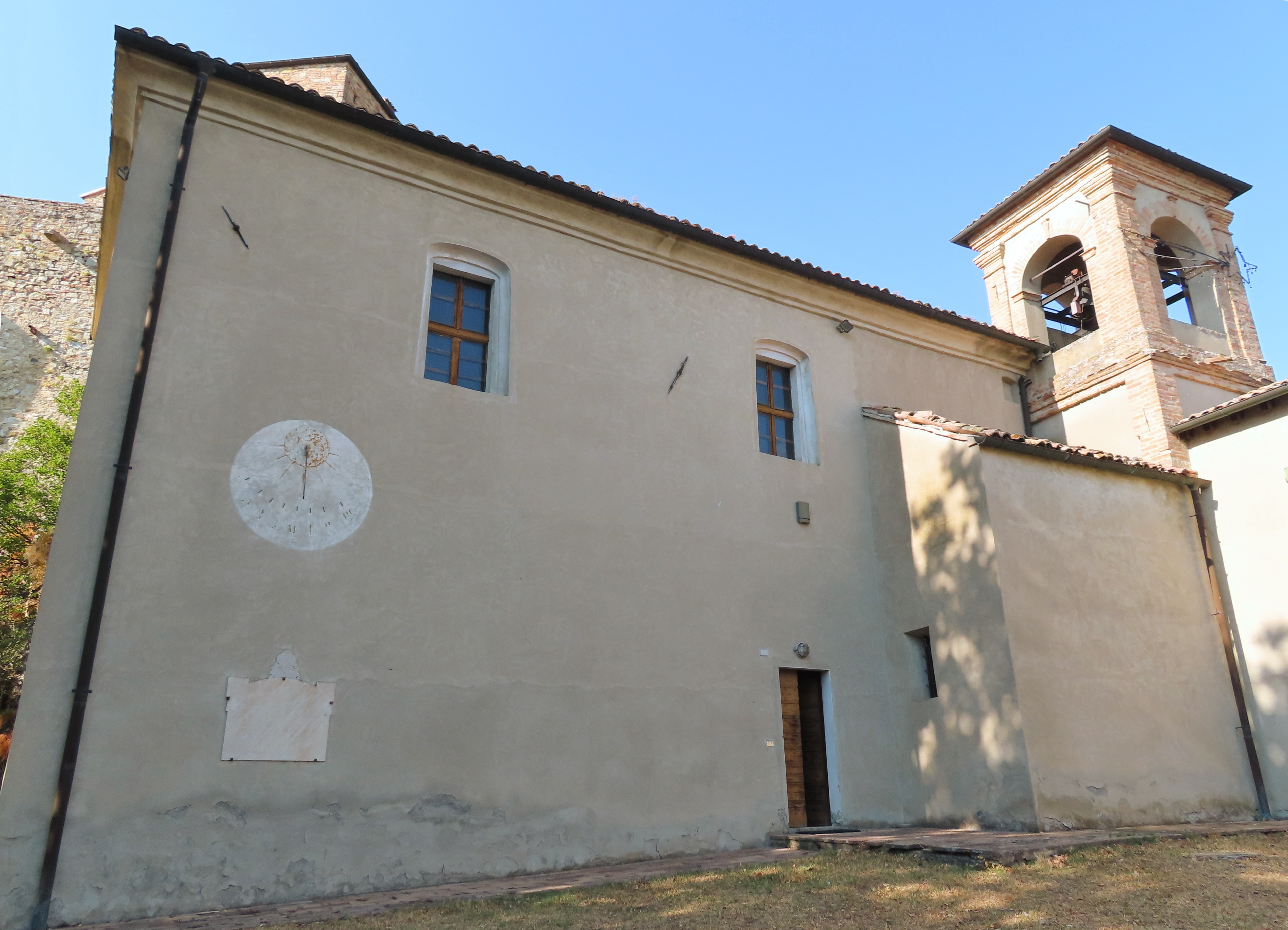
Fiancata meridionale della chiesa di San Matteo Apostolo

La chiesa si trova entro la cinta muraria del castello nella frazione di Rossena, nel comune italiano di Canossa in provincia di Reggio Emilia. La facciata a capanna è semplice, col portale architravato sul quale, in asse si trova la nicchia con la statua raffigurante il titolare sormontata a sua volta dalla finestra con cornice strombata curvilinea che porta luce alla sala. La torre campanaria si trova in posizione arretrata sulla destra, addossata all'edificio, e la sua cella si apre con quattro finestre a monofora.

### Interni
La sala è a navata unica suddivisa in tre campate. Le decorazioni sono semplici, a stucco, e la copertura della volta è a botte. La pavimentazione è in cotto. L'adeguamento liturgico del presbiterio è stato ultimato nel 1985.